# Arguellite
Arguellite es una de las pedanías perteneciente al municipio de Yeste, provincia de Albacete (España), situada en el valle del río Segura en los límites del Parque natural de los Calares del Río Mundo y de la Sima.
En la Relación de la Villa de Yeste, encargada por Felipe II en 1575, así como en otros textos históricos es citada como Argallite.

## Historia
La comarca de la Sierra del Segura muestra evidencias de una larga tradición de asentamientos humanos. Los hechos históricos más antiguos de los que tenemos conocimiento datan del Paleolítico (yacimientos del Molino del Vadico, Palomar y Tus en Yeste).
Posteriormente, el periodo entre el Paleolítico y el Neolítico está representado en Nerpio con los conjuntos de arte rupestre de la Solana de las Covachas, el Torcal de las Bojadillas y el Molino de las Fuentes. Se cree que la zona siguió habitada durante el Neolítico por una de las vasijas encontradas.
Existen evidencias sobre la existencia de poblados íberos. Los bastetanos es uno de los pueblos que pudo habitar estas tierras durante la Edad de Bronce. De esa época es el asentamiento de La Muela, en las proximidades de la aldea de La Alcantarilla al oeste de Arguellite. 
Posteriormente existió la posibilidad de que colonos griegos y semitas se asentaran en la zona, hasta el paso de la civilización de los cartagineses. Según narra la tradición, el conquistador cartaginés, Amílcar Barca encontraría su muerte a manos del íbero Orisson en la aldea de Villares de Elche de la Sierra.
Tras la segunda guerra púnica los romanos se instalaron en la zona. Las vecinas pedanías de La Graya y Góntar, muestran restos de esta civilización. Algunos de ellos son de indudable valor, como el conjunto de monedas incluidas en una vasija que se encontró en la aldea de Góntar.
Los visigodos reemplazaron a los romanos en el periodo intermedio antes de la conquista de la península ibérica por los musulmanes. Se cree que parte de esta comarca perteneció al señorío del conde visigodo Teodomiro, hasta que fue repartida entre los musulmanes.
Ya en el siglo XI se había establecido un reino de taifas de poca extensión que tenía su capital asentada en la importante villa jienense de Segura de la Sierra. A este reino pertenecieron estas tierras. 
En el siglo XIII, todos los territorios de la comarca estaban bajo dominio musulmán formando parte del amplio imperio almohade. De la época árabe se conservan los castillos, murallas y torreones construidos para evitar la inminente invasión cristiana. Buen ejemplo de ello es el castillo de Yeste, el conjunto musulmán de Letur o torreones como el de Paules.
La Reconquista comienza en el año 1241, cuando Fernando III el Santo daría estas tierras a la Corona de Castilla. El 5 de julio de 1243, se donó Segura de la Sierra a la Orden de Santiago. En 1245 se organizan administrativamente las encomiendas santiaguistas de Moratalla, Socovos y Yeste-Taibilla.
Posteriormente los habitantes de la zona participaron en multitud de hechos militares, entre los que destaca la conquista de Huéscar en 1434 capitaneados por el comendador de Segura de la Sierra, don Rodrigo Manrique.
Numerosos conflictos cristiano-musulmanes tuvieron lugar a lo largo de la frontera en los años posteriores a la reconquista, como el que se relata a continuación sucedido en Arguellite: 
“El mismo año de la muerte de Juan II (1454), aprovechando los conflictos entre Don Álvaro de Luna, Don Rodrigo Manrique e Íñigo Dávalos por hacerse con el puesto de comendador, los musulmanes de Baza, al mando de un moro renegado llamado El Chucho efectuaron una entrada por la encomienda de Yeste devastando todo su sector septentrional. Lo imprevisible del ataque evitó cualquier oposición al avance musulmán, que a su paso, asoló la huerta de Moropeche llevándose cautiva su población. Las huestes granadinas avanzaron por el valle del Tus, para luego, a través de Collado Tornero pasar al valle del río Segura con intención de regresar a Huéscar. Pero avisadas las gentes de Yeste, hubieron de cortarles el paso en Arguellite, donde El Chucho fue muerto por Juan Ruiz, un joven de 17 años, rescatándole el botín y cautivos que llevaba. La muerte de El Chucho que, desde años antes, había realizado campañas contra Yeste, fue acogida con tal júbilo que el concejo declaró aquel día fiesta anual.
En la actualidad existe un paraje conocido como La Solana del Chucho entre la pedanía de Arguellite y la aldea de Plañel.
En 1465, Don Pedro Manrique tomaba por conquista la fortaleza de Yeste concediendo el disfrute de la misma a su hermano Don Rodrigo Manrique. En mano de Don Rodrigo se mantuvo la encomienda hasta 1468 durante el tiempo en el que los Manrique apoyaron como rey al príncipe Alfonso. Desde 1468 los hombres yesteños siguieron la política de los Manrique en apoyo de Isabel la Católica”.
La belleza de los parajes de la zona es un hecho reconocido históricamente como se demuestra en la descripción de la villa de Yeste que encargó el rey Felipe II en el año 1575. En ella se dice en cuanto a animales “hay osos, aunque no continuamente, hay jabalí, de tal modo que si no los matasen con la montería destruirían los panes y las viñas, hay muchos venados, corzos, cabras monteses, conejos, liebres, perdices, palomos, lobos, raposas, turones, ardas, tejones, gatos monteses, ginetas; y de volatería hay azores en Raspilla, Calar de la Sima, sierra de las cabras, halcones, gavilanes, águilas y buitres”.

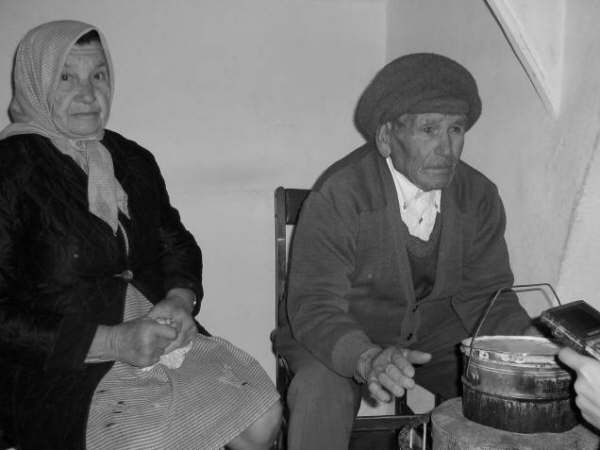
Ancianos al calor del fuego en una noche de invierno.

En el libro de montería de Alfonso XI encontramos: “el Calar de la Sima es un buen monte de oso en verano, et es la vocería desde Peña Falcón fasta el molejón de Raspillan. Et son las armadas, la una en la Nava del Prior, et la otra en el Pinar Fermoso de Yeste”.
Más detalles sobre la exuberante naturaleza encotramos en la descripción del camino que iba de Yeste a Segura de la Sierra pasando seguramente por las inmediaciones de Arguellite:
"El primero pueblo questá desde esta villa de Segura a la parte do sale el sol es la villa de Yeste, questá siete leguas comunes desta dicha villa, todo desyerto, brabas montañas e montuosa a maravilla. Tiene este camino muchos pinos, encinas, robles, frexnos, texos, avellanos, maguillos donde se crían mansanas, yedras brabisimas y acebos. Ay valles tan hermosos y vellos con mucha abundancia de agua y desta arboleda ques toda baldía grandes peñascos altos a maravilla, de más de quinientas varas en alto, en estos peñascos muchos árboles, yedras criadas que los cubren y adornan todos, que non ay paños de Flandes más que ver".
El Diccionario Geográfico-Estadístico-Histórico de Pascual Madoz dice de Arguellite, que era un sitio ameno, situado a tres horas y media de su villa de Yeste. Formado por unos 70 cortijos, situados en forma de anfiteatro, un tanto separados unos de otros, aunque no nombraba la población del conjunto de ellos. También citaba la existencia de un molino harinero y de numerosas fuentes que regaban los huertos en los que se criaban moreras, frutales, encinas y carrascas.
Algunos de los cortijos de la zona se originarían como resultado de la desamortización de Juan Álvarez Mendizábal y Pascual Madoz. Según los datos posteriores a estos hechos que nos provee Joaquín Roa y Erostarbe acerca de los habitantes de Arguellite a mediados del siglo XIX, había unas 209 almas, citando 67 en el cortijo de Las Aceas, hoy totalmente deshabitado donde quedan unas tapias cubiertas de maleza, siendo el asentamiento poblado más cercano el Cortijo de Rincón Cabero a unos tres kilómetros.
De la historia del siglo XX darán buena cuanta los ancianos de Arguellite. José Antonio Piñero Alarcón lugareño de mente brillante y férrea memoria relatará con detalles asombrosos los avatares de las gentes del lugar durante la Guerra Civil.

## Relieve
La aldea se encuentra a una altitud de 980 m s. n. m. El Calar de la Sima, con el majestuoso Cerrico de las Mentiras de 1898 m s. n. m. de altitud, domina el paisaje. Este Calar al igual que el vecino Calar del Mundo forman dos karst de extraordinario desarrollo y riqueza en formas. La zona goza de una gran diversidad botánica y paisajística y un excelente grado de conservación de sus ecosistemas. Existen además numerosos valles con afluentes al río que fuera para los árabes Río blanco (War-Alabiat), hoy río Segura. Entre ellos encontramos en la parte más septentrional el arroyo de las Quebradas que fluye directamente desde las cimas del Calar de la Sima pasando por el cortijo de Rincón Cabero para entrar en la aldea de Alcantarilla y desembocar en el río Segura.

## Flora y fauna
El catálogo florístico de la zona alcanza la cifra de más de 1300 taxones de rango específico y subespecífico de flora vascular y sin contar con más de 250 taxones de hongos, lo que la sitúa, teniendo en cuenta la superficie, en una de las zonas más ricas de la península ibérica y Europa. Además encontramos dos especies en peligro de extinción, Coincya rupestris y Sarcocapnos baetica, doce vulnerables y veintidós de interés especial.

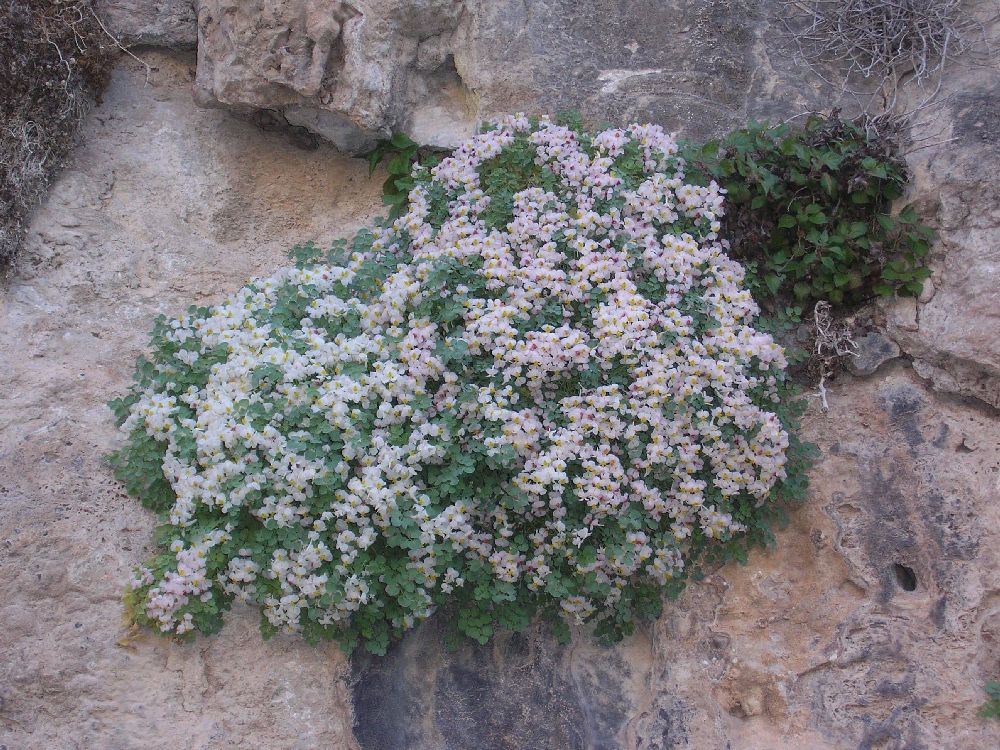
Sarcocapnos Baetica, planta en Peligro de Extinción

Además se han llegado a contabilizar 35 especies de árboles silvestres diferentes y 135 plantas endémicas, es decir que sólo se localizan en esta región natural, como especies de arce (Acer) y agracejo (Berberis), Pinguicula, que es una planta carnívora, Arenaria tetraquetra, Thymus orospedanus o Prunus.
En fauna vertebrada han sido catalogadas 174 especies de las que 6 son peces, 8 corresponden a anfibios, 17 son reptiles, 109 pertenecen al grupo de las aves y 34 son mamíferos. De esas 174, 156 están contempladas en algún convenio internacional.
En fauna invertebrada se han encontrado más de 140 especies de interés, según los criterios establecidos por los Libros Rojos de la Unión Internacional para la Conservación de la Naturaleza y los Recursos Naturales (UICN).
Las formaciones de grandes masas forestales principalmente formadas por pinares y encinares, constituían una fuente importante de riqueza cuando la propiedad de estos bosques era de la Orden de Santiago, habiendo sido aprovechados hasta la actualidad, ya en manos privadas. En el año 1994 las inmediaciones de la aldea de Arguellite se vieron afectadas por un espectacular incendio forestal que arrasó los bosques de otras aldeas de Yeste sin llegar a afectar directamente a Arguellite, donde el paisaje sigue adornado por su la vegetación mezclada con las zonas cultivadas el olivo, el cerezo y nogal, entre otros.

## Población
La evolución demográfica de Arguellite sigue el modelo de los pueblos serranos de su entorno, crecimiento sostenido hasta 1950 y decremento sostenido hasta la actualidad, en la que alternan las fases de pérdida de población con las de repunte y estabilidad demográfica.
En 2018 tenía 61 habitantes según los datos oficiales del INE, pero en época de vacaciones la afluencia de familiares e hijos de los residentes, seguramente nostálgicos de dejar atrás tal belleza natural e histórica, llega a constituir un núcleo de más de 250 personas.
La población se encuentra distribuida en un núcleo formado por unas 50 casas, así como en los numerosos cortijos que rodean a la aldea, en forma de anfiteatro, entre ellos: Arroyo Madera, El Collado, El Cortijo, La Era, Los Prados, El Romeral, La Solana, La Tenaica, El Vallejo y Yecar. Arriba bajo el majestuoso pico El Cerrico de las Mentiras se encuentra uno de los más bellos cortijos, Rincón Cabero orgulloso de su exuberante naturaleza se siente protegido de las agresiones humanas, haciendo honor a su nombre (El último Rincón del Mundo).
Esta riqueza natural está empezando a ser descubierta por el creciente turismo rural que se ha desarrollado en la zona y que permite por medio de los alojamientos rurales el disfrute de la naturaleza para muchos más que los 90 habitantes de la aldea, suponiendo asimismo un aporte para la economía de la zona.

## Evolución demográfica
| 2000 | 2001 | 2002 | 2003 | 2004 | 2005 | 2006 | 2007 | 2008 | 2009 | 2010 | 2011 | 2014 | 2015 | 2020 |
| 163  | 148  | 139  | 132  | 126  | 125  | 124  | 121  | 120  | 120  | 117  | 118  | 94   | 85   | 60   |

## Cultura y gastronomía
Las fiestas de Arguellite son el 12 de octubre, Día de la Hispanidad, haciendo honor a la patrona de su parroquia la Virgen del Pilar. Los principales eventos festivos son la procesión y paseo de la virgen hasta la era de La Parolisa por los vecinos de la aldea, que se ve culminada con una comida comunitaria tras la vuelta a la Iglesia. La fiesta suele finalizar bien entrada la noche al ritmo de la música tradicional.
La tradición gastronómica es rica y variada. Los productos son extraídos en su mayoría de las ricas huertas que rodean la aldea, así como de los rebaños que pastan las tierras altas con algún que otro aporte derivado de la caza. Los platos destacados son potaje, pisto de tomate, pisto de calabaza amarilla, rellenos de carnaval, potaje bochero, andrajos, ajo, ajo pringue, lomo de orza, jamón serrano y diversos embutidos, todo ello regado con el vino producido en la aldea. Entre los postres hojuelas y otros dulces cocidos en al horno de leña se pueden encontrar en Rincón Cabero, delicias para tomar con un trago de mistela y zurracapote, o en el caso de los más valientes aguardiente, que son las bebidas locales más famosas.

## Turismo
La pedanía goza de un paisaje único y de excelentes condiciones para el turismo rural y para la participación en las actividades agrícolas, elaboración del pan por métodos tradicionales, búsqueda de setas y hongos silvestres, senderismo, rutas a caballo, escalada, espeleología, quads, bicicleta de montaña o descenso de barrancos. Por otro lado los alojamientos rurales Casas del Casar, https://web.archive.org/web/20190616135110/http://arguellite.com/,  o los campamentos de inmersión en inglés https://web.archive.org/web/20160604063040/http://loscalares.wix.com/loscalares permiten amplíar la oferta turística.
Se puede encontrar más información sobre la pedanía en la siguiente dirección https://web.archive.org/web/20130611091656/http://arguellite.es/, https://web.archive.org/web/20130608040927/http://www.calardelasima.es/
Como complemento a las actividades tradicionales y en la naturaleza, una referencia obligada para los visitantes de la zona es el disfrute del impresionante patrimonio histórico artístico de los pueblos de la comarca de la Sierra del Segura. Algunos referentes ordenados cronológicamente se citan a continuación:
- Estilo gótico del siglo XIV con influencias mudéjares: iglesia de la Virgen del Espíritu Santo en Riópar, ermita de Belén en Liétor con iconografía pictórica.

- Estilo gótico tardío: iglesia de la Asunción en Yeste, Letur, Férez y Socovos bajo la advocación de Santa María de la Asunción, o la ermita de la Virgen de los Remedios de Ayna.

- Estilo renacentista con reminiscencias platerescas: añadiduras a la iglesia de Yeste y Letur.

- Estilo barroco del siglo XVII: iglesia de Nuestra Señora de la Asunción de Bogarra, conventos de San Francisco de Yeste y de San Juan de la Cruz de Liétor y algunas casas de hidalgos de ambas localidades.

- Estilo neoclásico del siglo XVIII: parroquia de Santa Quiteria de Elche de la Sierra.

La visita a la Sierra será sin duda gratificante tanto para los amantes de la naturaleza como los amantes del patrimonio histórico artístico o los amantes de las tradiciones mejor conservadas.
- Datos: Q5703778
- Multimedia: Arguellite / Q5703778